# 苯甲酸钴
苯甲酸钴是Co2+的苯甲酸盐，化学式为(C6H5COO)2Co，存在无水物、一水合物和四水合物。

## 制备
苯甲酸钴可由苯甲酸钠和硫酸钴反应制备：
CoSO4 + 2 C6H5COONa → (C6H5COO)2Co↓ + Na2SO4
也能利用苯甲酸和碳酸钴的反应得到：
2 C6H5COOH + CoCO3 → (C6H5COO)2Co + H2O + CO2↑